# Miguel Pacheco (football)
Pour les articles homonymes, voir Miguel Pacheco (homonymie).
Miguel Pacheco Cavero (Callao, 12 avril 1912 – juin 2005) est un footballeur péruvien. Il évoluait au poste de milieu de terrain.

## Biographie
Pacheco fait partie de l'équipe du Sport Boys de Callao double championne du Pérou en 1935 et 1937. Après dix saisons passées au Sport Boys, il rejoint l'Atlético Chalaco en 1941 et y met fin à sa carrière deux ans plus tard.
Même s'il ne compte aucune sélection en équipe du Pérou, il intègre la liste de joueurs participant aux Jeux olympiques de 1936 à Berlin. 

## Palmarès
Sport Boys
- Championnat du Pérou (2) :
  - Champion : 1935 et 1937.